# 白昭蓮
白昭蓮教授（Prof Jill Sinclair Bell），是前任香港教育學院英文系的系主任、行政長官卓越教學獎顧問評審團成員。她的專長是第二語言的語文教學、語文與身份的關係及社會語言學。她本身是英國人，早年在伯明翰大學取得文學榮譽學士學位及文學碩士，及於多倫多大學取得博士學位。曾在世界各國教授過英語教學。她曾在加拿大多倫多的約克大學任教雙語教學，並在研究期間學習中文。曾多次組織教學交流活動，帶領香港的英語老師前往中國大陸的偏遠地區（例如：內蒙古）作教學交流。

## 作品列表
- (2004) "[Teaching Multilevel Classes in ESL http://www.pippinpub.com/viewbook.asp?book_isbn=0-88751-093-0 （页面存档备份，存于）]", ISBN 0-88751-093-0
- (2001) "A Handbook for ESL Literacy （页面存档备份，存于）", Canada: Ontario Institute for Studies in Education. ISBN 0-340-35709-6
- (1997) "Literacy, Culture and Identity", Canada: Peter Lang Publishing. ISBN 0820436569
- (with Barbara Burnaby), (1984) "[A HANDBOOK FOR ESL LITERACY http://www.pippinpub.com/viewbook.asp?book_isbn=0-77440-270-9 （页面存档备份，存于）]", ISBN 0-77440-270-9

## 外部連結
- 香港教育學院的官方網頁
- 教院師生義工向180名內蒙老師 傳授新穎英語教學法
- Heinemann: Jill Sinclair Bell （页面存档备份，存于）
- Pippin Publishing: Jill Sinclair Bell （页面存档备份，存于）